# HotSpot
HotSpot的正式发布名称为""，是Java虚拟机的一个实现，包含了服务器版和桌面应用程序版，现时由Oracle维护并发布。它利用JIT及自适应优化技术（自动查找性能热点并进行动态优化，这也是HotSpot名字的由来）来提高性能。
升阳公司将该技术于1999年透露出来，在1.3.1版本的JDK中已经包含。用于服务器版和标准版的HotSpot有所不同。

## 開源許可
自2006-11-13起，HotSpot JVM 和Java Development Kit (JDK) 一同以GPL v2協議來開放原始碼。
自此，HotSpot JVM 成為 Java 7的一部分 Java 7.。